# Revala
IXe siècle – 1224
Entités suivantes :
- Royaume de Danemark (Estonie danoise)

Revala (aussi Rävälä, latin : Revalia, selon Henri le Letton Revele, selon le Liber Census Daniæ Revælæ) était un ancien comté estonien. Il était situé dans le nord de l'Estonie, bordant golfe de Finlande, et correspondait à peu près au territoire actuel du Comté de Harju. Revala a été conquise par les Danois en 1219 lors de la croisade d'Estonie. S'y trouvait la ville de Lyndanisse, aujourd'hui connue sous le nom de Tallinn, la capitale de l'Estonie (Reval) en Allemand.